# Crisi di Sigonella
La crisi di Sigonella (che prende il nome dalla base aerea presso la quale scaturì, in Sicilia) fu un caso diplomatico tra Italia e Stati Uniti d'America avvenuto nell'ottobre 1985.
L'accaduto rischiò di sfociare in uno scontro armato tra VAM (Vigilanza Aeronautica Militare) e Carabinieri da una parte, e i militari della Delta Force (reparto speciale delle forze armate statunitensi) dall'altra, all'indomani di una rottura politica tra il presidente del Consiglio italiano Bettino Craxi e il presidente degli Stati Uniti Ronald Reagan circa la sorte dei terroristi che avevano sequestrato e dirottato la nave da crociera italiana Achille Lauro uccidendo un passeggero statunitense, Leon Klinghoffer.

## Il 7 e l'8 ottobre: il dirottamento dell'Achille Lauro e l'omicidio Klinghoffer

L'allora Ministro degli Esteri italiano Giulio Andreotti.

Lunedì 7 ottobre 1985 la nave da crociera italiana Achille Lauro, alle ore 13:07, mentre si apprestava a lasciare le acque egiziane per approdare in Israele, venne sequestrata da quattro terroristi armati, che si erano introdotti a bordo con passaporti falsi. I terroristi, sorpresi da un componente dell'equipaggio mentre maneggiavano le armi destinate a una loro missione programmata durante lo sbarco nel porto israeliano di Ashdod, reagirono repentinamente e, dopo una sparatoria che coinvolse il membro dell'equipaggio (ferito a una gamba), si impossessarono della nave.
La nave riuscì tuttavia ad inviare il mayday, captato in Svezia, segnalando il dirottamento da parte dei palestinesi, che chiedevano la liberazione di 50 loro compagni imprigionati in Israele. Questi si dichiararono esponenti dell'Organizzazione per la Liberazione della Palestina (OLP), ma in realtà appartenevano al Fronte Popolare per la Liberazione della Palestina (FPLP).
Ricevuta la notizia, il ministro degli affari esteri Giulio Andreotti e il ministro della difesa Giovanni Spadolini si attivarono per una trattativa che, sin dall'inizio, apparve particolarmente complessa ed assai rischiosa, anche alla luce delle diverse opinioni politiche all'interno del governo italiano. Spadolini convocò tutti i vertici delle forze armate e del controspionaggio. Andreotti, in serata, convocò alla Farnesina l'unità di crisi, attivando subito i suoi canali diplomatici, grazie alla storica amicizia con il mondo arabo moderato di cui appoggiava la politica. 
Secondo il resoconto di Gennaro Acquaviva, al ministro degli esteri fu affidato da Craxi il rapporto con Hafiz al-Asad, presidente della Siria, che era il suo referente privilegiato nell'area e lo conosceva bene. In quel momento era considerato un "punto decisivo, anche perché la nave sequestrata sembrava puntare ad un attracco proprio in Siria, a Tartus". Andreotti riuscì a "trovare in poche ore il dittatore siriano: lo rintracciò in Germania, dove Asad si trovava segretamente in quei giorni perché doveva sottoporsi ad un'operazione chirurgica. Asad agì immediatamente, obbligando chi controllava la nave ad invertire la rotta e a tornare a dirigersi verso le acque antistanti l'Egitto".
Alle 22:10 la capitaneria di Porto Said captò via radio la prima rivendicazione e la richiesta del commando, che consisteva nella liberazione di 50 loro compagni palestinesi deportati nel campo israeliano di Nahariya. In caso di mancato accoglimento, la minaccia era di far esplodere la nave.
Dopo una telefonata tra Andreotti e Yasser Arafat (presidente dell'OLP e capo di al-Fatah, la forza più importante all'interno dell'OLP), il capo palestinese con un comunicato stampa fece sapere di essere totalmente estraneo alle vicende del sequestro. Nel frattempo, Andreotti riuscì a mettersi in contatto con i vertici politici egiziani, al fine di poter agevolare una trattativa, mentre il presidente del Consiglio Craxi riuscì ad assicurarsi l'appoggio del presidente della Tunisia Bourghiba (l'OLP si trovava in esilio in Tunisia in quel periodo).
Nella notte tra il 7 e l'8 ottobre, dopo un vertice al Ministero della difesa italiano e una volta ottenute le autorizzazioni da Gran Bretagna e Stati Uniti d'America, partì ufficialmente l'operazione Margherita, che prevedeva la mobilitazione di 4 elicotteri da trasporto con 60 paracadutisti, di incursori e di ricognitori per individuare la posizione della nave. Subito dopo, Craxi, Andreotti e Spadolini si dettero appuntamento a Palazzo Chigi per un vertice notturno.

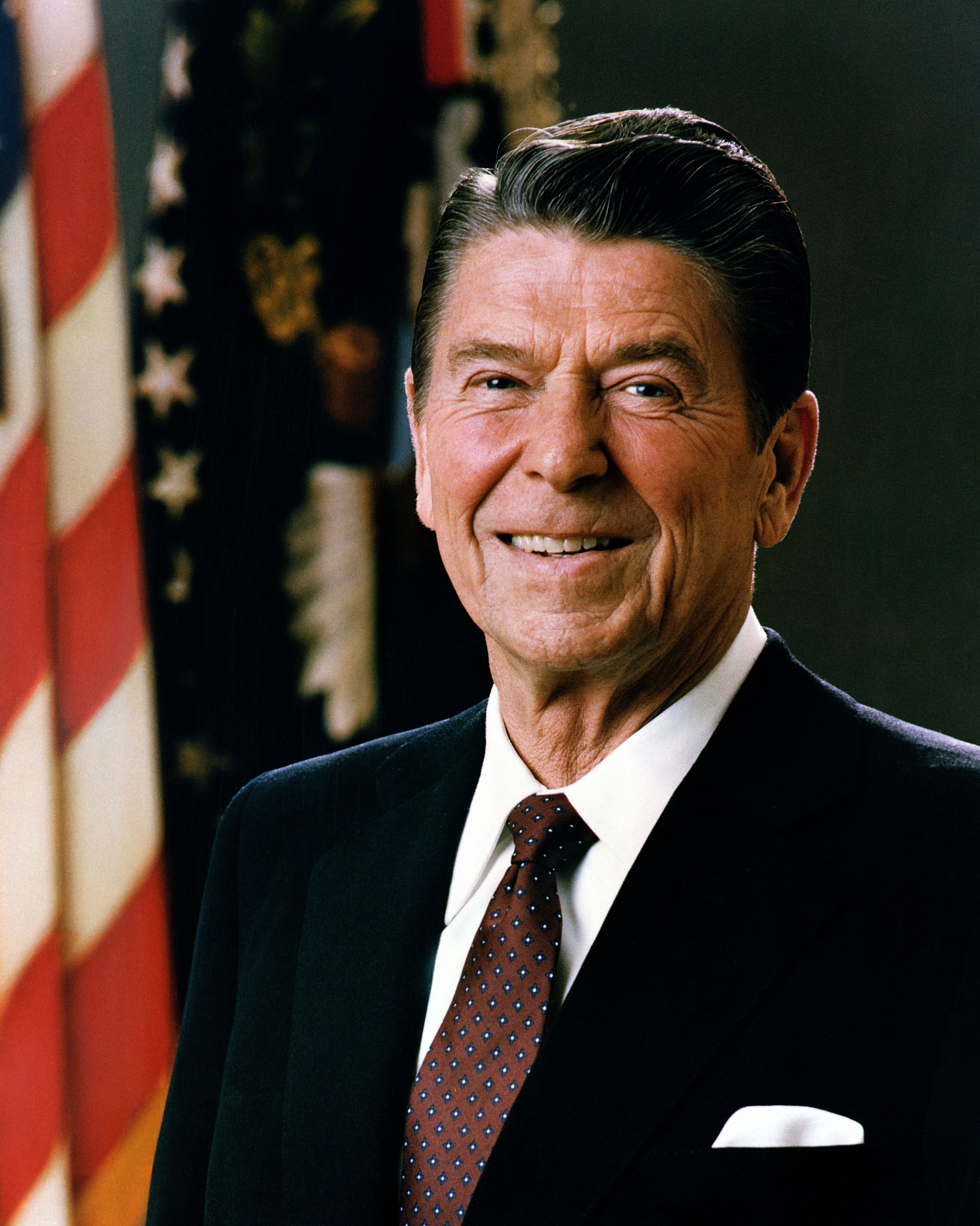
Il presidente degli Stati Uniti Ronald Reagan

Nella stessa notte Yasser Arafat mandò un messaggio personale a Craxi e Andreotti: «Due miei emissari stanno per raggiungere il Cairo e affiancheranno le autorità egiziane. Dalle prime notizie sembra che il gruppo sia filosiriano». I due inviati furono Hani El Hassan (uno dei bracci destri di Arafat) e Abu Abbas, capo fondatore del FPLP, di cui solo successivamente si apprese essere l'ispiratore del fallito piano di presa d'ostaggi ad Ashdod.
Andreotti e Craxi si espressero a favore di una trattativa diplomatica per «evitare una tragedia», ma vennero avvertiti dall'ambasciatore statunitense che il presidente degli Stati Uniti Ronald Reagan si sarebbe opposto a qualsiasi trattativa con i palestinesi. Craxi lamentò di come gli USA ostacolarono l'Italia omettendo di fornire le informazioni rilevate dai loro satelliti.
L'Achille Lauro si diresse allora in Siria e stazionò al largo di Tartus, dove i dirottatori chiesero di entrare nel porto: il governo siriano comunicò all'Italia che avrebbe autorizzato l'attracco solo in seguito all'apertura di un negoziato diretto tra il governo italiano e i palestinesi; gli Stati Uniti si opposero.
I palestinesi chiesero quindi un negoziato mediato dalla Croce Rossa Internazionale con gli ambasciatori d'Italia, degli USA, del Regno Unito e della Germania dell'Ovest.

## Mercoledì 9 e giovedì 10: la resa dei dirottatori e la scoperta dell'omicidio
Il governo siriano cercava di inserirsi nella gestione della vicenda, ipotizzando un attacco per liberare la nave; anche per reazione, il governo statunitense minacciò l'intervento armato sulla nave per liberare i passeggeri. La prima posizione trovava consenziente Andreotti; Craxi, che era contrario a priori ad un'azione di forza, replicò che, nel caso in cui l'assalto avesse dovuto esserci, questo doveva essere guidato dalle forze armate italiane, anche se operato congiuntamente con i Marines statunitensi e le forze speciali britanniche; in effetti, le istruzioni ai militari che erano a bordo prevedevano che, trattandosi la nave di territorio italiano, sarebbero saliti gli incursori delle forze speciali italiane. Trent'anni dopo l'ex consigliere diplomatico di Craxi, l'ambasciatore Antonio Badini, ha rivelato che in questa posizione Craxi seguiva la linea, condivisa dagli Stati Uniti, di emarginare il ruolo siriano in quanto espressione del radicalismo antioccidentale.
L'Achille Lauro ebbe l'ordine di allontanarsi dalla costa siriana e ritornò a Porto Said su richiesta di Abbas il quale, con l'autorizzazione del governo italiano, riuscì a convincere i dirottatori ad arrendersi dopo aver promesso loro una via di fuga diplomatica verso un altro paese arabo. Questa soluzione venne appoggiata dall'OLP e gestita dal governo italiano a condizione che a bordo non fossero stati commessi reati. Il comandante della nave, De Rosa, confermò erroneamente che tutti i passeggeri erano incolumi.
Pertanto, nonostante la nuova opposizione statunitense, il salvacondotto - che ovviamente atteneva anche a coloro che erano ritenuti dei meri negoziatori - venne firmato dall'ambasciatore Migliuolo e la nave venne liberata. Il governo statunitense, tramite il portavoce Charles Redman, prese ufficialmente le distanze dalla mediazione italiana, ma non ritenne di produrre elementi in senso contrario alla natura genuina dell'intermediazione: gli statunitensi sospettavano che un delitto fosse stato commesso a bordo, ma la dichiarazione resa da De Rosa induceva le autorità italiane ed egiziane ad escluderlo.
L'Achille Lauro fece rotta per l'Egitto ed attraccò a Porto Said: alle ore 15:30 del giovedì la nave era libera, anche se i passeggeri ancora non potevano scendere. Solo più avanti nella serata si poterono acquisire conferme indipendenti dell'uccisione di Leon Klinghoffer: l'ambasciatore Migliuolo era salito a bordo e in presenza di funzionari egiziani cominciò ad ascoltare dal comandante quello che era accaduto. Secondo quanto riportato da Antonio Badini, Craxi apprese direttamente dell'omicidio parlando con il comandante De Rosa in una conversazione telefonica, "qualche minuto prima della conferenza stampa. Craxi ci disse di avvertire subito il nostro ambasciatore Migliuolo incaricandolo di preparare il terreno per una nostra richiesta di estradizione per i quattro dirottatori, poiché il salvacondotto era condizionato all'assenza di ogni fatto di sangue avvenuto sulla nave. De Rosa, certamente per quieto vivere, aveva purtroppo taciuto sull'assassinio di Klinghofer nelle precedenti telefonate col ministero degli Esteri e coi Servizi. Prima ancora di recarsi alla conferenza stampa, Craxi ci dette inoltre istruzioni per informare la Farnesina della nostra conversazione con Migliuolo e chiedere di avviare con la massima urgenza le procedure, d'intesa col ministero della Giustizia, per l'estradizione dei quattro dirottatori, richiesta che egli avrebbe appoggiato direttamente presso il presidente Mubarak".
Il governo egiziano decise di trasferire immediatamente i dirottatori in Tunisia, dove all'epoca l'OLP aveva sede. In realtà, nonostante le assicurazioni pubblicamente offerte nella mattinata del giovedì 10 dal capo di stato egiziano Hosni Mubarak - che dichiarò che i dirottatori avessero già lasciato l'Egitto - la presidenza statunitense dichiarò che le affermazioni di Mubarak erano in contraddizione con le informazioni in proprio possesso. Poco più tardi, un funzionario che si trovava sull'aereo di Reagan in viaggio verso Chicago riferì che i quattro si trovavano ancora in un aeroporto ad Al Masa.
In effetti, soltanto nel pomeriggio del giovedì un aereo civile, un Boeing 737 delle linee aeree egiziane fu requisito da parte del governo egiziano e diventò ufficialmente un mezzo di trasporto di Stato; nella sera, con i quattro dirottatori della motonave e i rappresentanti dell'OLP (ovvero Abu Abbas e Hani el Hassan) salirono a bordo anche un ambasciatore egiziano ed alcuni agenti del servizio di sicurezza egiziano. Il volo decollò alle 23:15 (ora del Cairo).

## La notte tra il 10 e l'11

### L'intercettazione del Boeing
Il presidente statunitense Ronald Reagan, mentre era in volo da Chicago a Washington, decise di accogliere la proposta del proprio Consiglio di sicurezza nazionale disponendo di intercettare unilateralmente l'aereo, facendo uso delle informazioni ricevute da Israele: dalla portaerei USS Saratoga decollarono quattro F-14 Tomcat che affiancarono l'aereo poco sopra Malta. Nel frattempo gli Stati Uniti riuscirono a limitare le opzioni di atterraggio dell'aereo egiziano, chiedendo ai governi di Tunisia, Grecia e Libano di non autorizzare l'atterraggio nei loro aeroporti. Quando il volo EgyptAir stava ormai avvicinandosi alla destinazione a Tunisi, il governo tunisino comunicò il rifiuto all'autorizzazione di atterraggio. Dal Boeing venne quindi chiesta autorizzazione ad Atene, da dove ricevettero altro rifiuto.
I militari statunitensi entrarono quindi in azione, contattando via radio il Boeing ed eseguendo la procedura di intercettazione, intimando con movimenti d'ala di seguirli.

### Il confronto militare Italia-USA sulla pista di Sigonella

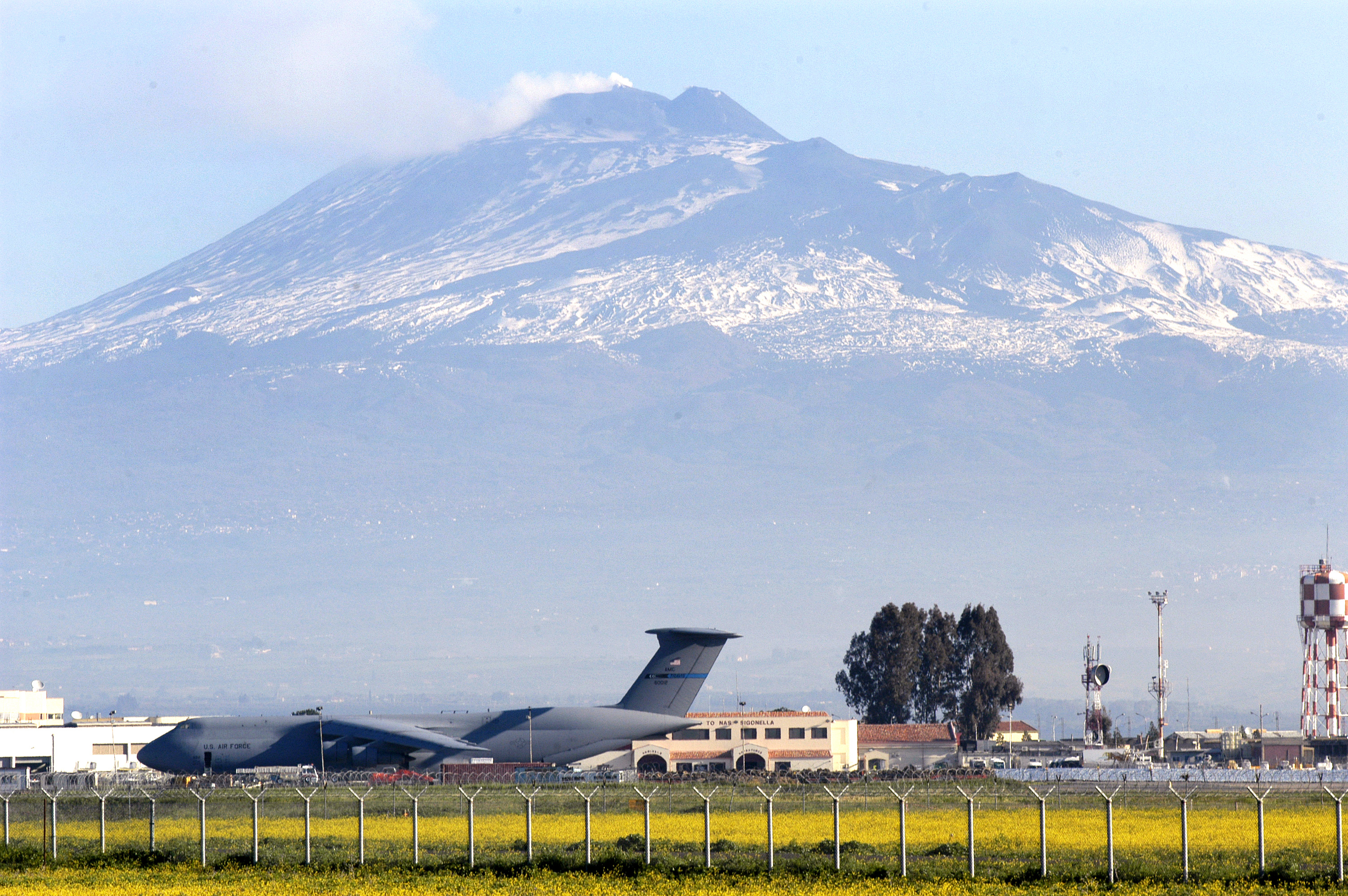
L'aeroporto militare di Sigonella, con l'Etna sullo sfondo

Senza aver avvertito il governo italiano, i caccia statunitensi dirottarono così l'aereo egiziano sulla base aerea di Sigonella, in Sicilia, un aeroporto militare italiano che comprendeva una Naval Air Station (NAS) della Marina statunitense. Intorno alle 23:30 del 10 ottobre il colonnello dell'Aeronautica Militare Ercolano Annicchiarico, che la mattina dopo avrebbe dovuto lasciare il comando dell'aeroporto militare al colonnello Carlo Lanzilli, era stato avvertito dell'arrivo di una formazione statunitense. La richiesta, negata, veniva dai Tomcat, a 240 km dalla base aerea siciliana, ed atteneva ai soli quattro F-14 ed all'aereo egiziano, non facendo menzione dei due C-141, né autorizzati né previsti.
Solo a dirottamento iniziato, il governo degli Stati Uniti tentò di contattare Craxi. La versione di parte statunitense è che Craxi non rispondeva alle richieste di contatto telefonico e che solo per questo Oliver North si rivolse a Michael Ledeen, consulente della CIA che riuscì ad entrare in comunicazione con Craxi in ragione di antichi rapporti di consuetudine risalenti al suo periodo di perfezionamento universitario italiano. Opposta è la versione dei collaboratori di Craxi: «Craxi non aveva molta simpatia per [Ledeen], disse: “Non vedo per quale ragione dovrei parlarle, visto che ci sono altre persone qualificate, come l'ambasciatore Rabb”; non voleva attribuire a Ledeen il ruolo di portavoce del Presidente Reagan».

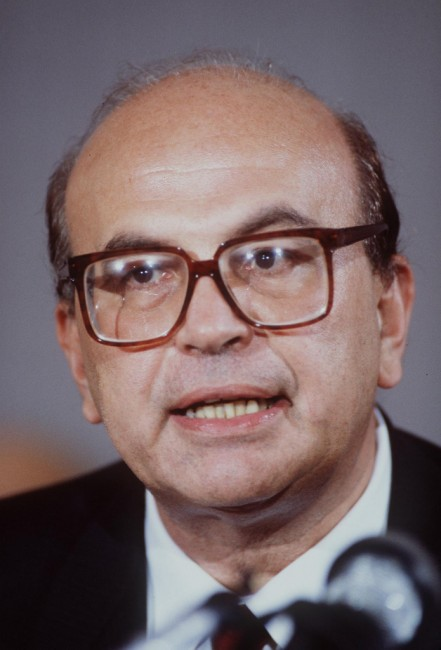
Il Presidente del Consiglio italiano Bettino Craxi.

In ogni caso, il colloquio telefonico alla fine ebbe luogo: secondo Ledeen, Craxi gli chiese solo «perché in Italia?» e si accontentò della sua risposta: «per il vostro clima perfetto, la vostra favolosa cucina e le tradizioni culturali che la Sicilia può offrire». Il presidente del consiglio italiano, contrariato da questa improvvisazione, intendeva consentire l'atterraggio, ma solo a condizione di gestirne le conseguenze autonomamente. Emanò direttive che prevedevano la presa in consegna dei quattro palestinesi da parte delle autorità italiane, e in segreto ordinò ai vertici militari che i palestinesi e i mediatori fossero messi sotto il controllo italiano. L'ammiraglio Fulvio Martini, capo del servizio segreto militare (SISMI), alle 23:57 ricevette una telefonata dal presidente Craxi e su suo ordine prima diede l'autorizzazione all'atterraggio dei 5 velivoli a loro noti, dalla sala controllo dello Stato maggiore dell'aeronautica a Roma; poi si recò immediatamente alla base di Sigonella.
L'autorizzazione del Comando italiano all'atterraggio del volo egiziano arrivò solo quando il velivolo aveva già dichiarato "emergenza combustibile" e appariva evidente che non aveva carburante a sufficienza per procedere verso l'aeroporto di Catania Fontanarossa. L'atterraggio avvenne alla base di Sigonella alle 00:15. Il controllore di torre e il suo assistente, senza ricevere ordini in merito, istruirono di loro iniziativa l'aereo egiziano a parcheggiare sul piazzale lato est, nella zona di competenza italiana. Sia il controllore di torre sia il suo assistente erano all'oscuro riguardo all'identità dei passeggeri a bordo del velivolo egiziano: essi però furono i primi ad avvedersi che in silenzio radio ed a fari spenti i 5 velivoli noti erano seguiti dai due C-141; in assenza di informazioni, sotto la propria responsabilità, assunsero la decisione su dove far sostare l'aereo, che si rivelò decisiva per gli sviluppi. Il controllore in turno e il suo assistente furono le due prime persone italiane di Sigonella a rendersi conto che gli statunitensi volevano far atterrare l'aereo civile sulla pista della base militare, per poi farlo sostare nel settore dell'aerostazione gestita dalla Marina statunitense: preavvisarono quindi dell'atterraggio sia i Carabinieri che i VAM (Vigilanza Aeronautica Militare), il corpo di guardia dell'aeroporto.
Immediatamente confluirono sulla pista 30 avieri VAM e 20 carabinieri, di stanza all'aeroporto di Sigonella, circondando l'aereo, come da ordini ricevuti. Pochi minuti dopo atterrarono – a luci spente e senza permesso della torre di controllo – anche due Lockheed C-141 Starlifter della Delta Force statunitense al comando del generale di brigata aerea Carl W. Stiner: si diressero verso il Boeing egiziano e fu subito chiaro l'intento di prelevare dirottatori e Abu Abbas, secondo gli ordini ricevuti da Washington; le luci della pista furono subito spente. La tensione salì quando gli incursori della Delta Force, scesi dai C-141 armi in pugno, circondarono gli avieri italiani e i carabinieri della base, ma a loro volta furono circondati con le armi puntate da un secondo cordone di carabinieri, che erano nel frattempo arrivati dalle vicine caserme di Catania e Siracusa. Il capitano Marzo ricevette dalla torre di controllo l'ordine di posteggiare un'autocisterna, una gru e i mezzi anti incendio chiusi a chiave e piantonati dinanzi ai velivoli, onde impedire loro definitivamente di muoversi dalla base. Ognuno si attestò sulle sue posizioni: in quel momento v'erano tre cerchi concentrici attorno all'aereo. Seguirono minuti di altissima tensione.
Stiner – che aveva notizie dagli Stati Uniti in tempo reale grazie ad apparecchiature satellitari - avvertì il comandante Annicchiarico di essere in contatto con lo Studio Ovale della Casa Bianca e dichiarò: «Il governo italiano ha promesso di consegnarci i palestinesi; non capisco la resistenza di voi militari». L'ammiraglio Fulvio Martini, direttore del Sismi, sia pure con difficoltà, sentì Roma e fece rispondere a Stiner: «Abbiamo istruzioni di lasciarli lì». Le autorità italiane, infatti, restavano attestate sulla linea secondo la quale, in assenza di richiesta di estradizione, non era consentito a nessuno di sottrarre alla giustizia italiana persone sospettate di aver preso parte ad un atto criminale punibile ai sensi della legge italiana.
Il caso era stato affidato alla Procura di Siracusa, poiché l'evento si stava verificando sul suo territorio di competenza, come Andreotti disse telefonicamente a Schultz: pertanto tra i protagonisti di quella notte vi fu il pubblico ministero Roberto Pennisi, in quel momento sostituto procuratore di turno presso il tribunale aretuseo. Egli aveva il compito di prendere in affido i quattro terroristi e di interrogarli.
Da Washington pervennero immediatamente intimazioni rivolte per via diplomatico-militare ai vertici del governo italiano: gli statunitensi si limitavano a presentare la questione come un'operazione di polizia internazionale, disconoscendo le diverse priorità imposte dall'ordinamento giuridico italiano. Non avendo ottenuto risposta positiva, il presidente statunitense Reagan, infuriato per il comportamento italiano, si decise a telefonare nel cuore della notte al presidente del Consiglio Craxi per chiedere la consegna dei palestinesi; ma Craxi non si mosse dalle sue posizioni: i reati erano stati commessi a bordo di una nave italiana, quindi in territorio italiano, e sarebbe stata l'Italia a decidere se e chi estradare.
Alle 5:30 dell'11 ottobre, quando il comandante generale dei carabinieri, Riccardo Bisogniero fece intervenire a Sigonella (su ordine di Craxi) i blindati dell'Arma e altre unità di rinforzo, il reparto speciale americano ricevette l'ordine di rientrare. A Reagan, dinanzi alla posizione italiana, non era rimasto che cedere e ritirare questi militari da Sigonella, confidando nella volontaria attuazione delle promesse che riteneva di aver ottenuto nel corso della telefonata con Craxi.

## Venerdì 11: lo scontro diplomatico Italia-Stati Uniti
Della conversazione Reagan-Craxi già il giorno dopo erano però diffuse due versioni contrastanti, in ordine al numero dei soggetti da trattenere ed alla loro sorte: per l'ambasciatore italiano a Washington, "parlando per telefono con Antonio Badini e Renato Ruggiero, questi mi precisarono che noi effettivamente facevamo una netta distinzione tra i quattro e i due. Questi ultimi infatti non erano responsabili del dirottamento, bensì avevano collaborato per ottenere la resa dei dirottatori e il rilascio degli ostaggi. Craxi, nella sua conversazione con Reagan, aveva fatto la distinzione. I quattro sarebbero stati processati, mentre i due sarebbero stati trattenuti solo per gli accertamenti. Feci presente ai miei due interlocutori che, secondo gli americani, Craxi aveva promesso invece di processare tutti e sei, e che avremmo rischiato di provocare una crisi grave qualora avessimo fatto partire Abu Abbas". Michael Ledeen, presente al momento della telefonata, successivamente rivendicò una traduzione infedele del colloquio Reagan-Craxi.
In effetti, la mattina dopo Palazzo Chigi contattò l'ambasciatore egiziano a Roma Rifaat e lo informò dell'intenzione del governo italiano di prendere in custodia, a fini giudiziari, i quattro dirottatori e di far scendere dall'aereo anche due dirigenti palestinesi (tra cui Abu Abbas) che li accompagnavano, i quali sarebbero stati trattati come “ospiti a fini testimoniali”. Gli egiziani acconsentirono alla prima richiesta, ma non alla seconda, arguendo che le due persone dovessero essere considerate ospiti del governo egiziano il quale si riteneva responsabile della loro sicurezza: poiché i due si trovavano in Italia contro la loro volontà e si rifiutavano di lasciare l'aereo, era assolutamente da escludersi che venissero costretti a farlo.
Il sospetto che le cose non stessero evolvendo come pattuito iniziò a crescere a Washington quella stessa mattina, se è vero che il segretario di Stato ritenne di precisare per iscritto in un telegramma all'ambasciatore USA a Roma, Maxwell Rabb, il contenuto della propria versione dei fatti: «Il presidente ha proposto a Craxi di trasmettere un'urgente richiesta di estradizione e Craxi ha detto che sarebbe una buona soluzione perché potrà mettere la questione nelle mani dei competenti organi italiani, i tribunali», scrive Shultz nel telegramma, aggiungendo che Craxi assicura che «l'Italia nel frattempo imprigionerà i terroristi in attesa degli sviluppi legali». «È stato concordato che la richiesta di estradizione sarà relativa ai quattro sequestratori dell'Achille Lauro e che l'Italia (con l'assistenza americana) formulerà le accuse contro gli altri due al fine di processarli» sottolinea Shultz, specificando che «Craxi ha accettato di trattenere tutti e sei - ripeto sei - i palestinesi e il presidente si aspetta che il governo italiano lo faccia».
Intanto in Sicilia, sotto il controllo di quattro ufficiali USA (e cinque militari addetti al collegamento via radio), avvenne la consegna dei quattro terroristi al pm Pennisi, per essere interrogati: essi, che si trovavano nel carcere di Siracusa, vennero tradotti dinanzi alla magistratura di questa città. Ancor prima che cominciasse l'interrogatorio, continuavano però le pressioni affinché si permettesse all'aereo con dentro Abu Abbas di decollare. Pennisi si oppose al decollo, come egli stesso racconta nel suo diario:
Il pm Pennisi, responsabile dell'inchiesta in quelle ore, si oppose quindi alla loro partenza, dicendosi sicuro della colpevolezza di Abu Abbas, ma arrivò l'ordine indiscutibile di far decollare l'aereo e il caso passò infine alla magistratura di Genova, la quale convaliderà il fermo che contempla anche il reato di omicidio.
Il consigliere diplomatico di Craxi Badini colloca in queste ore il suo colloquio "con Abu Abbas sull'aereo dell'Egyptair in sosta a Sigonella": egli, quindi, riferì a Roma, in particolare, che Abu Abbas aveva confermato nel citato colloquio che "l'obiettivo dei suoi uomini era di sbarcare ad Ashdod per compiere un attentato, mentre dell'uccisione di Klinghofer egli aveva dichiarato con fermezza di averlo appreso solo allo sbarco dei suoi quattro miliziani, ribadendo che essa era del tutto estraneo agli obiettivi del Flp. Non era quindi sostenibile la tesi americana né per il trasferimento coatto di Abu Abbas negli Stati Uniti, né per la sua consegna da parte del governo italiano". 
In quel momento, a Porto Said l'equipaggio ed i passeggeri dell'Achille Lauro - finalmente sbarcati dalla nave - stavano rendendo dichiarazioni sulla loro odissea e la stampa stava rilanciando, di conseguenza, la notizia della fondatezza delle prime voci sulla morte di Klinghoffer, che sarà poi confermata dal ritrovamento del cadavere in mare.
Il comandante dell'aereo e il diplomatico egiziano Zeid Imad Hamed risalirono a bordo del Boeing, che nella serata decollò alla volta di Roma.
Anche quel volo fu al centro di un caso internazionale, soprattutto dopo che Craxi ne rivelò in Parlamento alcune modalità. Per averne una visione completa, però, si dovette attendere la descrizione che ne diede il comandante del SISMI dell'epoca, ammiraglio Fulvio Martini: "Da una pista di rullaggio secondaria, a luci spente, decollò da Sigonella un caccia F-14 americano della Sesta Flotta. Non aveva chiesto l'autorizzazione al decollo, né aveva presentato, secondo i regolamenti, il piano di volo. L'F-14 tentò di interferire con il volo della nostra formazione, cercando ancora una volta di dirottare l'aereo egiziano per assumerne il controllo. I nostri caccia lo dissuasero e lo respinsero".

## Sabato 12 ottobre: il seguito a Roma
Il Boeing atterra a Ciampino poco prima della mezzanotte tra venerdì 11 e sabato 12 ottobre 1985. Un aereo non identificato - che lo aveva seguito a luci spente, rifiutando di identificarsi presso le torri di controllo continentali italiane durante il tragitto, affiancandosi al Boeing egiziano e volando basso appena pochi metri sopra le abitazioni per sfuggire ai radar - chiede l'atterraggio che la torre di controllo gli rifiuta. L'aereo allora dichiara l'emergenza (di carburante), spegne la radio e atterra, va a parcheggiare non lontano dal Boeing. È un North American T-39 Sabreliner statunitense, un jet militare in grado di trasportare fino a sette passeggeri. A bordo vi è un commando della Delta Force e il generale Carl Stiner, all'epoca a capo del United States Special Operations Command, che con i due C-141 aveva dirottato su Sigonella il Boeing.
Al sorgere del sole, ha luogo la visita dell'ambasciatore degli Stati Uniti a Roma, Maxwell Rabb, a casa del capo di gabinetto del ministro di Grazia e Giustizia, Salvatore Zhara Buda. L'ambasciata consegnava in tal modo copia del mandato di cattura internazionale emanato nella notte dal Federal District Court Judge Charles Richey, a carico dei dirottatori e di Abbas, con l'accusa di pirateria, corroborata dalle prove finalmente rilasciate dall'ambasciata israeliana a Washington.
L'ambasciatore egiziano Rifaat, invece, informa la Farnesina che le dieci guardie armate a bordo del Boeing hanno ricevuto l'ordine di difendere in tutti i modi l'inviolabilità dell'aereo. I passeggeri scendono dal Boeing solo quando due vetture con targa diplomatica li prendono a bordo e ripartono immediatamente dirette all'Accademia d'Egitto. Secondo una versione, tra di essi si troverebbero i due dirigenti dell'OLP. Secondo un'altra versione i due sarebbero rimasti a bordo del Boeing: si tratta di una versione confermata oltre vent'anni dopo dal responsabile dell'Accademia d'Egitto a Roma, Farouk Hosni, il cui ruolo fu determinante per il seguito della vicenda.
Dalla procura di Siracusa parte una richiesta alla procura di Roma perché ottenga dichiarazioni dirette da Abu Abbas. Il procuratore capo di Roma affida l'incarico al sostituto procuratore Franco Ionta. Questi chiama la Digos e viene informato che i passeggeri del Boeing si trovano all'Accademia egiziana; allora alle ore 13:30 si reca all'Accademia egiziana accompagnato da un funzionario della Digos, ma gli dicono che non c'è nessuno e – stante il rango di sede con immunità diplomatica – il PM accetta di tornare dopo le ore 17.
Alle ore 13 un parere degli esperti del ministero della Giustizia era intanto stato recapitato a Palazzo Chigi. È firmato dal Ministro di grazia e giustizia Mino Martinazzoli e afferma: “Il ministero ritiene che la richiesta di arresto provvisorio non contenga sostanziali elementi secondo i criteri che la legge italiana fissa per l'acquisizione delle prove e il giudizio sulla loro evidenza”. Il contenuto del documento del Ministero della giustizia viene comunicato con una nota verbale all'ambasciatore americano Rabb. L'ambasciatore dichiara di non poter condividere le conclusioni della magistratura italiana, e annuncia un supplemento di documentazione che dimostrerebbe la complicità nel dirottamento anche dei dirigenti dell'OLP che si sono uniti ai terroristi nel Boeing dopo la resa a Porto Said.
Craxi telefona al ministro Spadolini e lo informa della decisione di Martinazzoli; ne riceve la richiesta che ogni decisione sia subordinata a una decisione collegiale del gabinetto, richiesta che non sarà esaudita. Mentre l'ambasciatore USA Rabb fa pervenire a Palazzo Chigi il supplemento di documentazione già annunciato (un elenco, di fonte israeliana, di attentati terroristici nei quali si sospetta che Abbas abbia avuto un ruolo) ed un messaggio di Reagan che chiede a Craxi di esercitare tutta la sua autorità per trattenere il leader palestinese, Spadolini chiama il sottosegretario Amato, preannunciandogli l'intenzione di chiedere una consultazione collegiale del governo sulla decisione relativa ad Abbas.

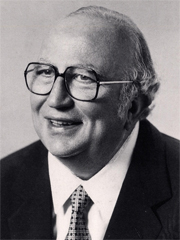
Il ministro della Difesa italiano Giovanni Spadolini

Alle 14:45 Andreotti e Craxi concordano che, grazie al parere di Martinazzoli, il Boeing può ripartire; Spadolini lamenterà poi che – a differenza degli ambasciatori Rabb e Rifaat – lui non venne informato della decisione del governo italiano, ma l'ambasciatore Petrignani in seguito smentirà questa versione. Nell'ambito di quella che Hosni definisce il “piano diversivo” attuato dai servizi segreti egiziani vi erano due pericoli da eludere: quello statunitense e quello giudiziario. Alle 16 Rifaat si reca a Palazzo Chigi e qui, dall'ufficio di Amato, telefona al Cairo.
Poco dopo arriva una chiamata di Mubarak che dice di temere una nuova intercettazione da parte degli Stati Uniti e pertanto non autorizza la partenza del Boeing; tutto lascia ritenere che questo scambio di conversazioni fosse finalizzato a lasciar credere ad eventuali intercettatori che gli obiettivi dell'interesse americano (cioè i due dirigenti OLP, tra cui Abu Abbas) fossero insieme al gruppo di agenti egiziani dell'Accademia d'Egitto. Il piano si spinse fino a coinvolgere nella disinformazione il Ministero della difesa, che si sospettava “monitorato” dagli americani: alle ore 17 Rifaat chiama, sempre dall'ufficio di Giuliano Amato, il vicecapo di gabinetto di Spadolini, chiedendogli una scorta aerea (eventualmente per un aereo diverso dal Boeing al fine di depistare eventuali intercettatori).
Anche sul lato giudiziario le affermazioni egiziane ascrivono al Cairo tutto il merito della diversione cui fu costretto il PM: alle 17 Ionta si è ripresentato all'Accademia, dove gli viene risposto che i passeggeri del Boeing sono ripartiti, ma non gli viene detto per dove. Ionta però apprende dalla Digos che i passeggeri si sono recati a Ciampino. Decide allora di recarsi a Ciampino. Quando vi giungerà apprenderà che l'aereo nel frattempo si è spostato a Fiumicino. Alle 17:45 circa l'ambasciatore egiziano Rifaat e il capo dell'ufficio romano dell'OLP, Fuad Bitar, informano Amato di aver deciso che Abbas e il suo compagno si imbarcheranno su un volo delle linee aeree jugoslave diretto a Belgrado, che sarebbe dovuto decollare in teoria da Fiumicino alle 17:30.
Nel frattempo l'ambasciata egiziana ha ottenuto l'assenso di Belgrado e bloccato il volo jugoslavo quando era sul punto di decollare. Alle 18 Palazzo Chigi avverte il questore di Roma, Monarca, perché prenda tutte le misure atte a garantire che il trasbordo dal Boeing all'aereo di linea avvenga senza incidenti. Alle 18:30 il Boeing lascia Ciampino e dopo 15 minuti atterra a Fiumicino e parcheggia a breve distanza dall'aereo di linea jugoslavo. Intanto è arrivato a Fiumicino Rifaat, che accoglie i due dirigenti palestinesi allorché questi scendono dal Boeing e consegna loro passaporti con false generalità.
Spadolini si reca da Andreotti e gli chiede se Abbas sia già partito. Andreotti gli risponde di non saperlo. Giovanni Spadolini chiama il ministero della Difesa dove tuttavia non sanno fornirgli notizie certe. Alle 19 Spadolini e Andreotti, nello studio di quest'ultimo, apprendono dalla televisione l'avvenuta partenza di Abbas. Alle 19:15 Ionta arriva a Fiumicino. Rabb, ricevuto a Palazzo Chigi dal consigliere diplomatico di Craxi, ambasciatore Badini, consegna un altro messaggio di Reagan che chiede di trattenere Abu Abbas. Ma ormai, per ambedue, è troppo tardi.
Abu Abbas, spostandosi con l'esplicita autorizzazione del governo italiano su di un'altra pista, partì con un volo di linea jugoslavo riuscendo a rifugiarsi a Belgrado: la sua colpevolezza, sulla base delle prove emerse, non era al momento evidente (anche se dopo verrà condannato dal Tribunale di Genova all'ergastolo) e, dinanzi alle proteste statunitensi, si addusse il passaporto diplomatico di cui era in possesso per garantirgli l'incolumità. Ma solo alcuni giorni dopo (il 16 ottobre) la CIA consegnò i testi completi delle intercettazioni, effettuate da mezzi statunitensi, che provavano con certezza le responsabilità di Abu Abbas, il quale venne poi processato in contumacia e condannato all'ergastolo.
Neppure la richiesta di estradizione dei quattro dirottatori, pervenuta da parte del governo USA, fu accolta dal Ministro di grazia e giustizia Mino Martinazzoli che ritenne preminenti le esigenze della giustizia italiana di processare gli autori materiali del dirottamento. Essi saranno condannati a gravi pene l'11 luglio 1986, dal tribunale di Genova, che condannerà all'ergastolo Abu Abbas e due membri del commando. Majed el Molqi, esecutore materiale dell'uccisione di Leon Klinghoffer, viene condannato a 30 anni di reclusione. Il quarto terrorista, minorenne, sarà condannato a 17 anni di prigione. Il 23 maggio 1987, la Corte d'Assise d'Appello di Genova, confermò tutte le condanne. Nel 1996 Majed al Moloqui non rientra in carcere dopo un permesso premio: verrà arrestato in Spagna ed estradato.

## La rottura tra Spadolini e Craxi e la crisi di governo
Dopo questi eventi, emersero le profonde lacerazioni politiche all'interno della maggioranza del pentapartito. Spadolini, filo-americano e filo-israeliano chiede le dimissioni del Governo: i ministri repubblicani il 16 ottobre ritirarono la loro delegazione dal governo, aprendo, di fatto, la crisi. A questo punto è uno scontro tra filo-americani e tra filo-palestinesi (questi ultimi avevano avuto in Craxi e Andreotti i maggiori esponenti), ma la richiesta di mantenere la questione all'interno della sola maggioranza è respinta da Craxi, che il martedì successivo respinge la richiesta di De Mita di una crisi extraparlamentare ed ottiene di andare in Parlamento a raccontare al Paese le sue ragioni nella gestione della vicenda. Nel corso della tesissima seduta della Camera, dopo le sue dichiarazioni di minuziosa ricostruzione della vicenda, Craxi, a sorpresa, ricevette anche l'appoggio del Partito Comunista Italiano, il quale, nonostante fosse all'opposizione, condivise la sua gestione del caso Sigonella.
C'erano due punti che Craxi mise in rilievo, nel suo discorso e poi in seguito. In primo luogo, l'Italia si era detta pronta ad intervenire a bordo dell'Achille Lauro. Era una nave italiana, sotto la responsabilità dello Stato italiano, che aveva accettato l'assistenza statunitense in caso di estrema necessità. In secondo luogo, il Governo italiano diede immediatamente l'autorizzazione per l'atterraggio dell'aereo egiziano a Sigonella (sebbene l'intercettazione non fosse stata un'operazione ortodossa) non appena si ritenne che quello era il solo modo per assicurare alla giustizia italiana i quattro responsabili del dirottamento. Nella conversazione telefonica avuta con Reagan, Craxi aveva assicurato al presidente statunitense che anche gli altri due palestinesi sarebbero stati trattenuti per investigazioni, nonostante il fatto che durante le prime ore del mattino la posizione di questi ultimi non fosse ancora nota. Si era poi scoperto che essi viaggiavano su un aereo ufficiale egiziano, come ospiti di Mubarak, sotto la protezione di dieci guardie armate. Dopo che il magistrato di Siracusa aveva completato i suoi accertamenti, e aveva dichiarato che per lui l'aereo e gli altri passeggeri, ad eccezione dei quattro dirottatori, potevano ripartire, era stato possibile con grande difficoltà convincere il comandante dell'aereo a trasferirsi da Sigonella a Roma. Nel frattempo da parte americana veniva richiesto l'arresto di Abbas: alle cinque del mattino di sabato l'ambasciatore Rabb aveva presentato la richiesta al Ministero di Grazia e Giustizia, accompagnata dalle relative prove. Tali prove venivano attentamente esaminate, ma trovate insufficienti. Alle dieci il Ministero aveva concluso che non c'era base sufficiente per arrestare Abbas. La stessa conclusione avevano raggiunto i magistrati, ai quali la richiesta era stata sottoposta.
Il 6 novembre il governo ottenne la fiducia della Camera dei deputati, dopo il discorso di replica con cui Craxi, lungi dal recedere dalle ragioni sostenute per gestire il caso Sigonella, le "rilanciò" con un controverso paragone tra Arafat e Giuseppe Mazzini, che produsse le proteste in Aula e le critiche dei repubblicani, ma venne applaudito dalla restante parte della maggioranza ed anche dall'opposizione comunista in quanto filo-palestinese, mentre fu duramente contestato da alcuni missini ma non da tutti. L'opposizione interna al partito, ormai schiacciato su posizioni occidentaliste e filo-israeliane (interpretando la realtà geopolitica in una rigida divisione tra Occidente e Oriente, ritenuto filo-comunista), costrinse, su iniziativa di Beppe Niccolai, il Comitato Centrale del Msi ad emanare un documento di pubblico sostegno a Craxi in difesa della sovranità nazionale violata.
L'atto ebbe una ricaduta anche nel diritto costituzionale italiano: proprio dalle implicazioni giuridiche del depistaggio emerse l'esigenza di offrire uno scudo al presidente del Consiglio in caso di eventi penalmente rilevanti motivati dalla ragion di Stato: esso fu alla fine garantito con la legge costituzionale n. 1 del 1989, che previde apposite cause di giustificazione il cui riconoscimento compete al Parlamento.

## La ricomposizione della crisi diplomatica Italia-USA
La vicenda rientrò con successo quando Reagan scrisse una lettera a Craxi con l'incipit Dear Bettino nella quale invitava il Presidente del Consiglio a recarsi in viaggio negli Stati Uniti, viaggio annullato a causa di questa vicenda. Quando l'incontro ebbe effettivamente luogo, dopo quasi un mese, Craxi dichiarò a Reagan che «lui non avrebbe potuto fare diversamente da come aveva fatto». Sapeva che liberando Abu Abbas avrebbe dato un dispiacere a Reagan, ma non aveva assolutamente altra scelta nella situazione in cui si era venuto a trovare.
Alla ricomposizione contribuì la consapevolezza che l'atteggiamento comprensivo verso la causa palestinese non aveva guadagnato all'Italia l'immunità dagli atti terroristici, visto che a meno di due mesi dai fatti ebbe luogo la strage di Fiumicino. Ne nacque
una certa acquiescenza alla politica mediterranea che Reagan propugnava, da molto tempo, in senso aggressivo rispetto alle rivendicazioni libiche sul golfo della Sirte: nella primavera 1986 l'allora segretario di Stato americano, George Shultz, scrisse al presidente Reagan che «i rapporti con Craxi erano eccellenti», l'episodio dell'Achille Lauro era ormai «cosa del passato» e che «su base confidenziale, l'Italia aveva permesso l'uso di Sigonella per operazioni di supporto in relazione all'esercitazione nel golfo della Sirte». Ciò non impedì, peraltro, a Craxi di informare segretamente il dittatore libico Gheddafi dell'operazione El Dorado Canyon quando, quella stessa primavera, Reagan la decise come rappresaglia antilibica per l'attentato alla discoteca "La Belle" di Berlino Ovest.
Le reazioni statunitensi erano state molto forti ed erano apparse ingiuste alla parte italiana. Come commentò, con una certa dose di cinismo, Henry Kissinger con l'ambasciatore italiano Rinaldo Petrignani: "We had to get mad, you had to set him free" ("Noi fummo costretti ad arrabbiarci, voi eravate costretti a liberarlo").